# Pesztera
Pesztera (bułg. Пещера) – miasto w Bułgarii, 20 952 mieszkańców (2006).

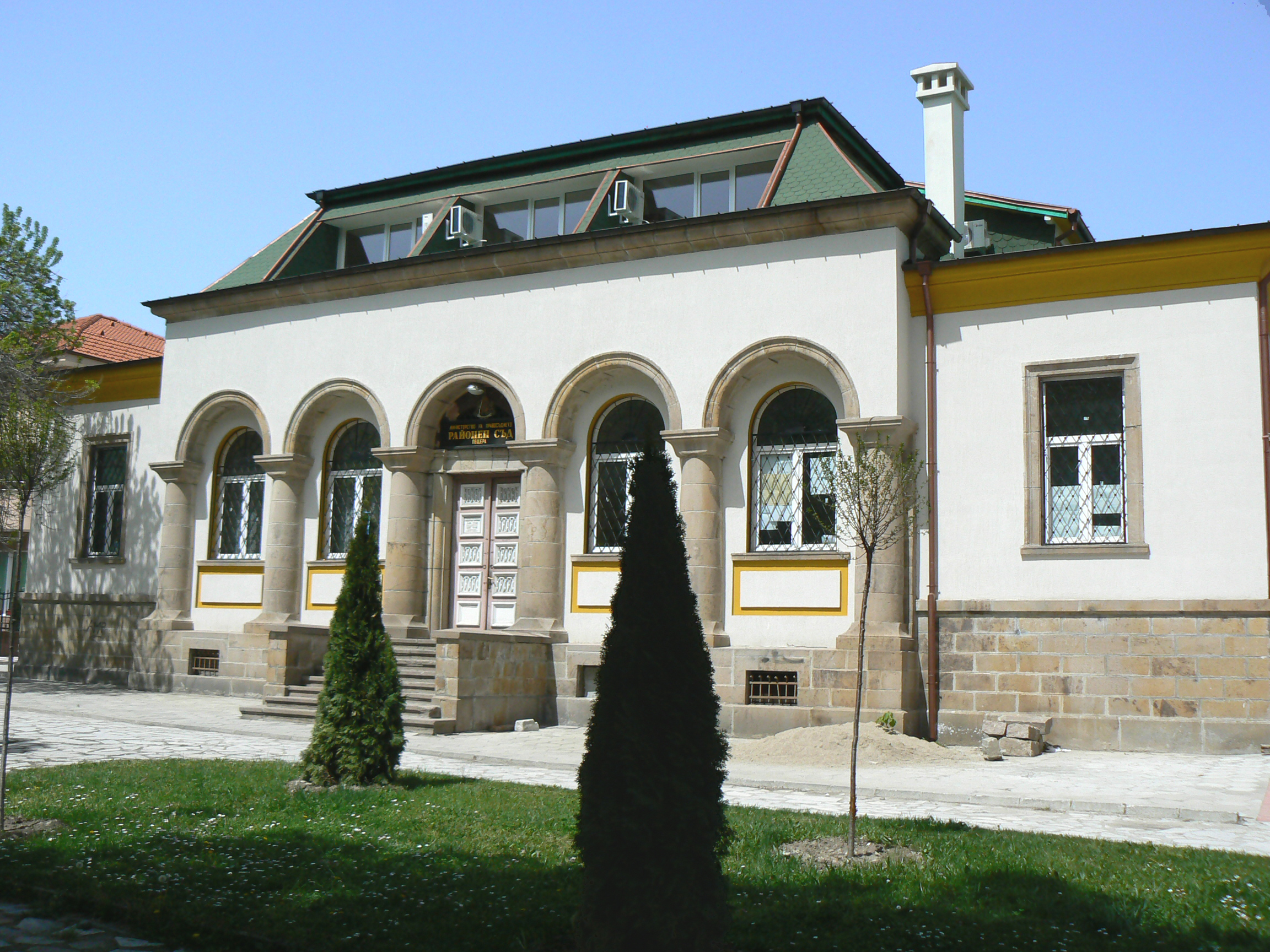
Budynek sądu
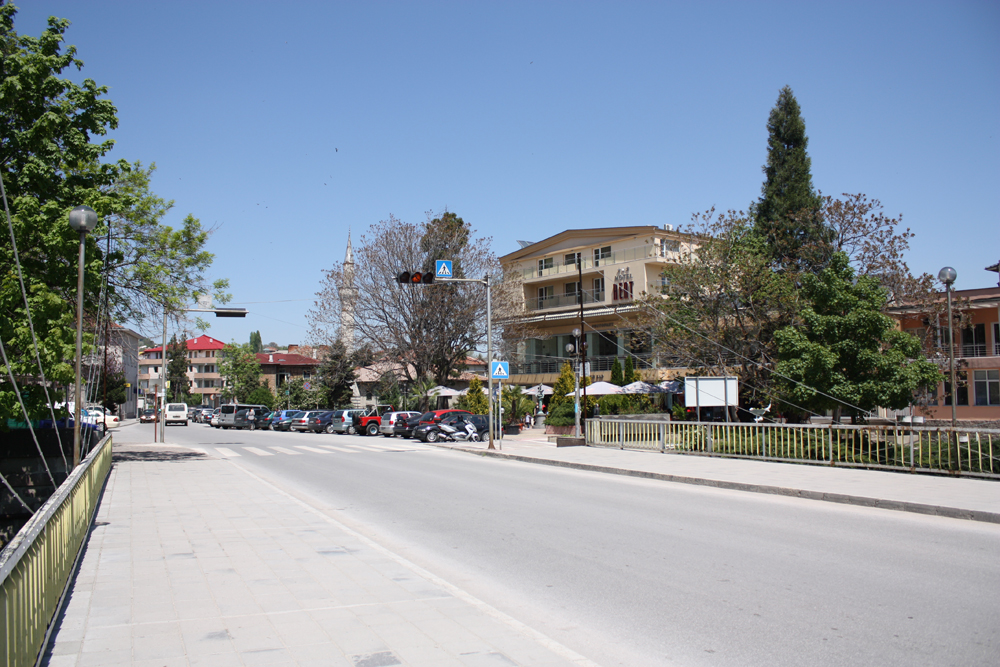
Most na rzece Starej (w oddali meczet)
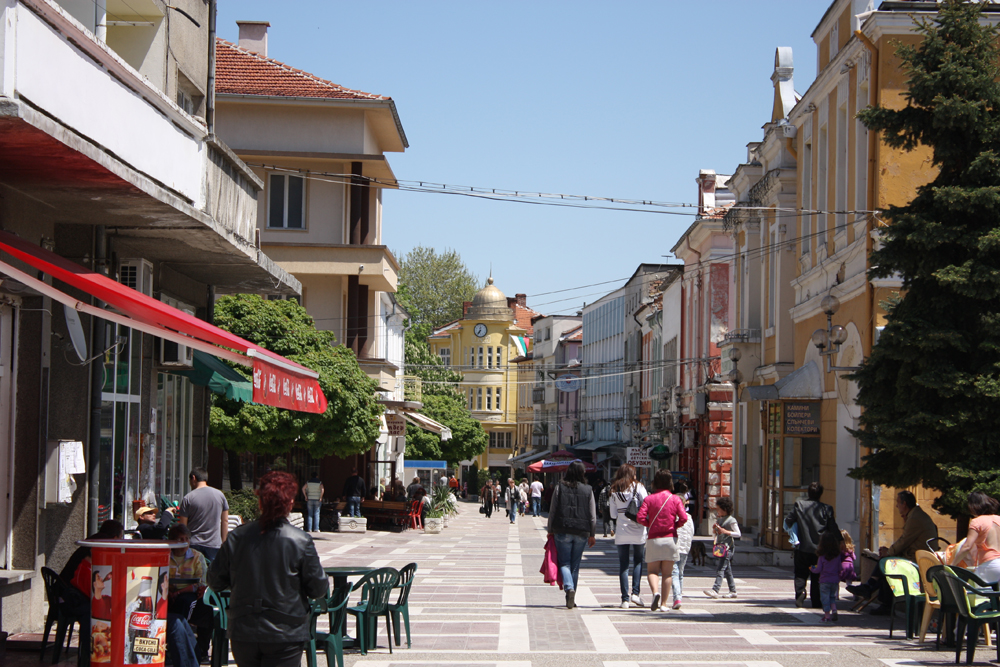
Centrum Pesztery
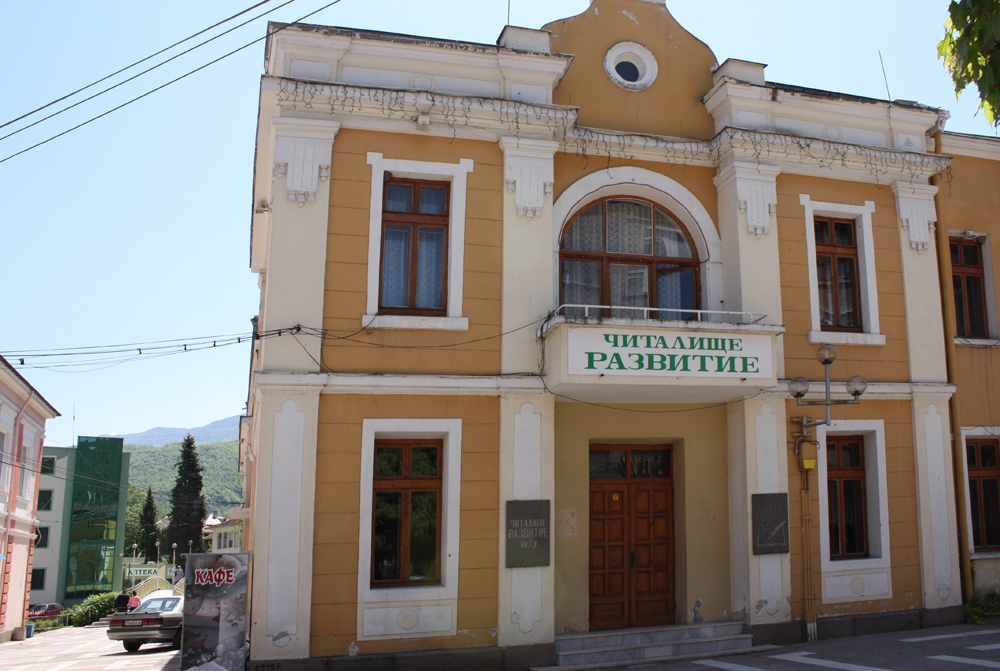
Miejscowy domu kultury (tzw. czytaliszcze)
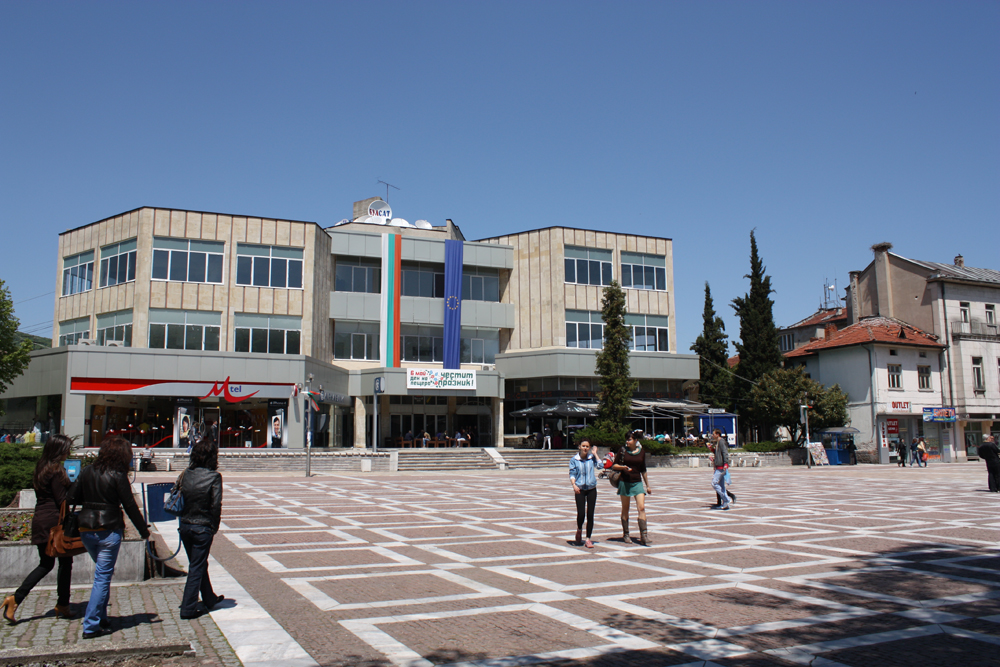
Główny plac Pesztery
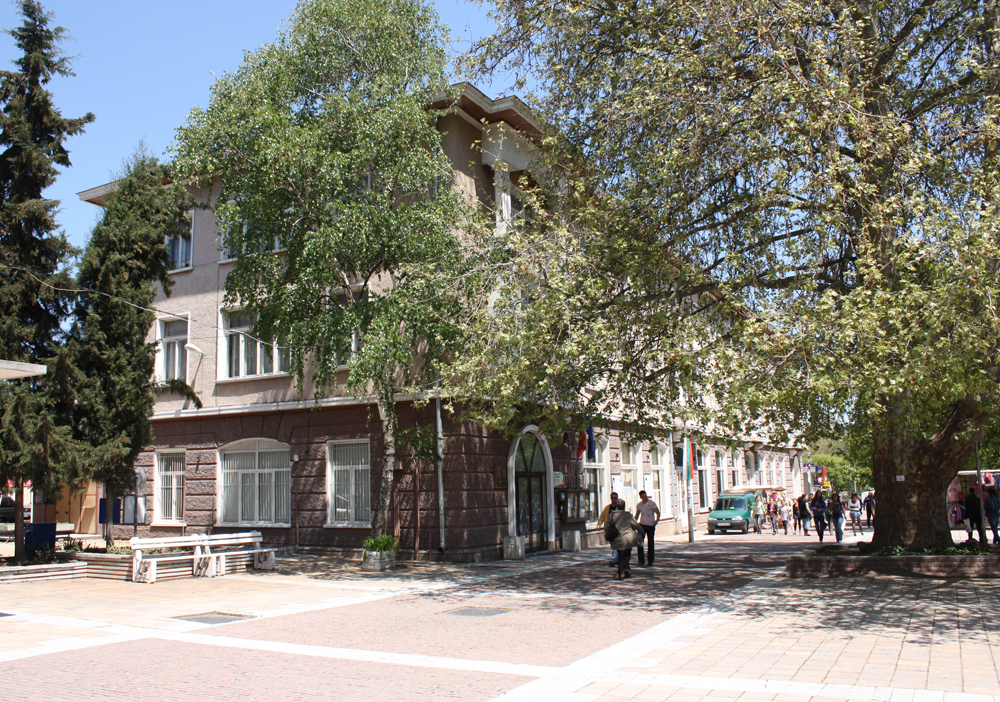
Ratusz
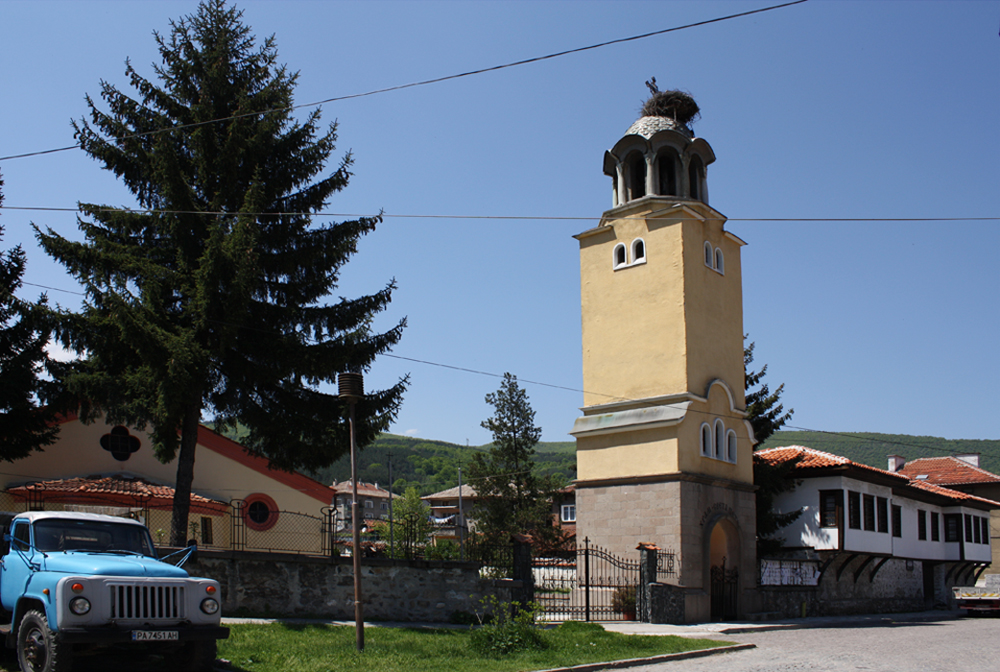
Kościół św. Paraskewy i muzeum historii
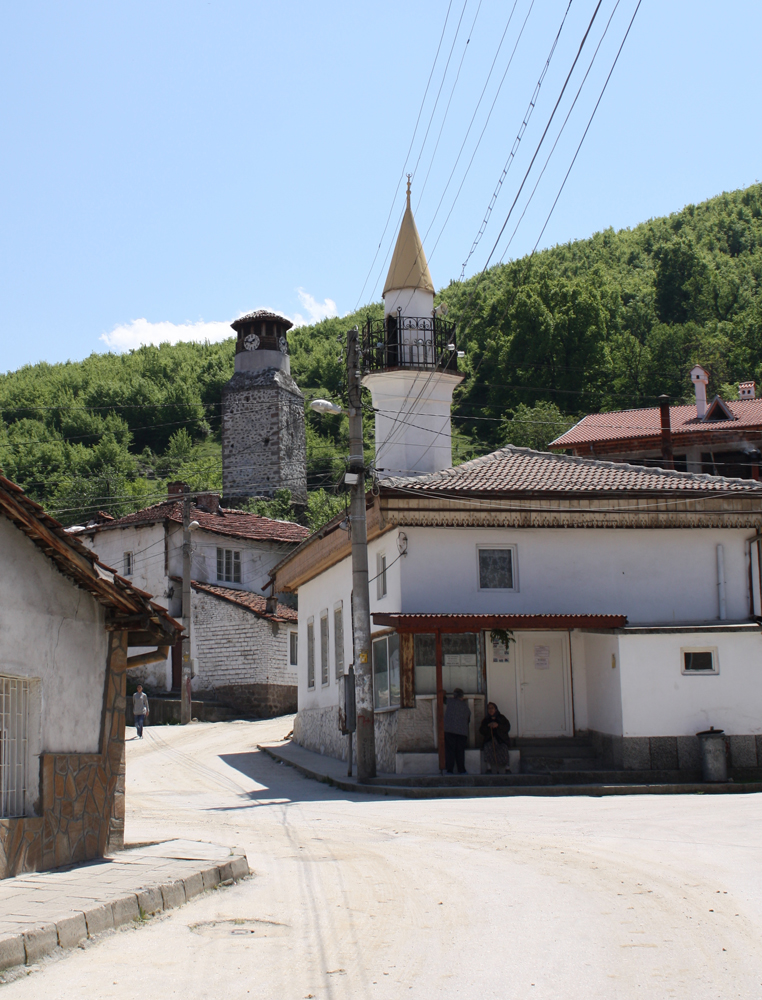
XVII w. wieża zegarowa i nowy meczet